# Leuterīs Lyratzīs
Leuterīs Lyratzīs (in greco Λευτέρης Λύρατζης?; Kavala, 22 febbraio 2000) è un calciatore greco, difensore del N.E.C. in prestito dal PAOK.

## Caratteristiche tecniche
È un terzino destro.

## Carriera

### Club
Cresciuto nel settore giovanile del PAOK, ha esordito in prima squadra il 20 dicembre 2018 disputando l'incontro di Kypello Ellados vinto 6-0 contro l'Aittitos Spata. Nel luglio 2019 è stato ceduto in prestito per una stagione al Volo.

### Nazionale
Dopo numerose presenze con le varie nazionali giovanili greche, nel 2022 ha giocato una partita con la nazionale maggiore.

## Statistiche

### Presenze e reti nei club
Statistiche aggiornate al 3 maggio 2023.
| Stagione        | Squadra         | Campionato      | Campionato | Campionato | Coppe nazionali | Coppe nazionali | Coppe nazionali | Coppe continentali | Coppe continentali | Coppe continentali | Altre coppe | Altre coppe | Altre coppe | Totale | Totale |
| Stagione        | Squadra         | Comp            | Pres       | Reti       | Comp            | Pres            | Reti            | Comp               | Pres               | Reti               | Comp        | Pres        | Reti        | Pres   | Reti   |
| --------------- | --------------- | --------------- | ---------- | ---------- | --------------- | --------------- | --------------- | ------------------ | ------------------ | ------------------ | ----------- | ----------- | ----------- | ------ | ------ |
| 2018-2019       | PAOK            | SL              | 1          | 0          | CG              | 3               | 0               | UCL+UEL            | 0                  | 0                  | -           | -           | -           | 4      | 0      |
| 2019-2020       | Volo            | SL              | 18+6       | 1+0        | CG              | 3               | 0               | -                  | -                  | -                  | -           | -           | -           | 27     | 1      |
| 2020-2021       | PAOK            | SL              | 3+4        | 0          | CG              | 4               | 0               | UCL+UEL            | 0+2                | 0                  | -           | -           | -           | 13     | 0      |
| 2021-2022       | PAOK            | SL              | 9+4        | 1+0        | CG              | 7               | 0               | UECL               | 7                  | 0                  | -           | -           | -           | 27     | 1      |
| 2022-2023       | PAOK            | SL              | 10+3       | 0          | CG              | 2               | 0               | UECL               | 1                  | 0                  | -           | -           | -           | 16     | 0      |
| Totale PAOK     | Totale PAOK     | Totale PAOK     | 23+11      | 1+0        |                 | 16              | 0               |                    | 10                 | 0                  |             | -           | -           | 60     | 1      |
| Totale carriera | Totale carriera | Totale carriera | 58         | 2          |                 | 19              | 0               |                    | 10                 | 0                  |             | -           | -           | 318    | 15     |

## Palmarès

### Club

#### Competizioni nazionali
- Campionato greco: 1

PAOK: 2018-2019
- Coppa di Grecia: 2

PAOK: 2018-2019, 2020-2021